# Дейтрон
Дейтро́н (дейто́н) — ядро изотопа водорода — дейтерия — с массовым числом A=2. Обозначается 2H, D или d.

## Ядерно-физические свойства
Дейтрон состоит из 1 протона и 1 нейтрона. Стабилен. Не имеет возбуждённых состояний. Дейтрон является очень слабосвязанным ядром, его энергия связи равна лишь 2,22457 МэВ. Это единственное известное ядро, состоящее из двух нуклонов; дипротон и динейтрон не являются связанными системами. Масса дейтрона равна 3,343 583 20(17)⋅10−27 кг, или 1875,612 793(47) МэВ.
Спин дейтрона равен 1, чётность положительна, сечение радиоактивного захвата тепловых нейтронов дейтроном (с образованием тритона — ядра трития) равно 0,52 миллибарн. Магнитный дипольный момент ядра равен +0,8574382329(92) ядерных магнетонов, электрический квадрупольный момент +0,2860(15) фм².

## Существование в природе
Дейтроны постоянно образуются в природе при захвате тепловых нейтронов свободными протонами в водородсодержащих средах:
{\displaystyle {}\mathrm {p} \;+{}\mathrm {n} \to {}\mathrm {d} +\gamma +2,22\;{\text{MэB}}}
Однако бо́льшая часть всех дейтронов во Вселенной образовалась (в основном по этой же реакции) во время первичного нуклеосинтеза в первые несколько минут после Большого Взрыва.

## Использование
Дейтрон используется как бомбардирующая частица в ускорителях заряженных частиц. Малое сечение захвата нейтронов при одновременной эффективности их замедления (ввиду небольшой массы дейтронов нейтрон быстро теряет энергию при соударениях с ними) позволяет использовать дейтроны (обычно в виде тяжёлой воды, молекула которой содержит два дейтрона) для замедления нейтронов деления в ядерных реакторах.
Дейтроны при прочих равных условиях имеют более высокое, по сравнению с протонами, сечение взаимодействия во многих термоядерных реакциях. В результате дейтерий является гораздо более эффективным термоядерным горючим по сравнению с лёгким водородом; хотя тритий ещё более эффективен, но дейтерий стабилен и более дёшев. В термоядерном оружии дейтроны используются, как правило, в виде дейтерида лития-6.

## История названия
М. Олифант, ученик Резерфорда, пишет об истории названия:
 Берклиевская группа ион дейтерия назвала «дейтон». Резерфорду ужасно это название не нравилось, он считал его чересчур похожим на нейтрон и «ублюдочным словом». Он консультировался со своими коллегами-классиками из Тринити-колледж по поводу какого-либо другого названия и, насколько знаю, писал об этом ряду лиц. В результате он предложил для тяжелого изотопа водорода название «диплоген», а для его ядра — «диплон». Мы опубликовали несколько работ, в которых применяли эти названия, но попытки изменить американскую терминологию оказались безуспешными. Единственная уступка, сделанная в результате его кампании, — это понимание возможной путаницы дейтона с нейтроном, и в результате получилось — дейтрон. В конце концов Резерфорд, который ввел в науку названия частиц и излучения, испускаемых радиоактивными веществами, и создал слово «протон», согласился с этим решением. Он к этому вопросу не возвращался.
Тем не менее термин «дейтон» продолжает применяться до настоящего времени наряду с более распространённым вариантом «дейтрон».